# Gilbert Bayes

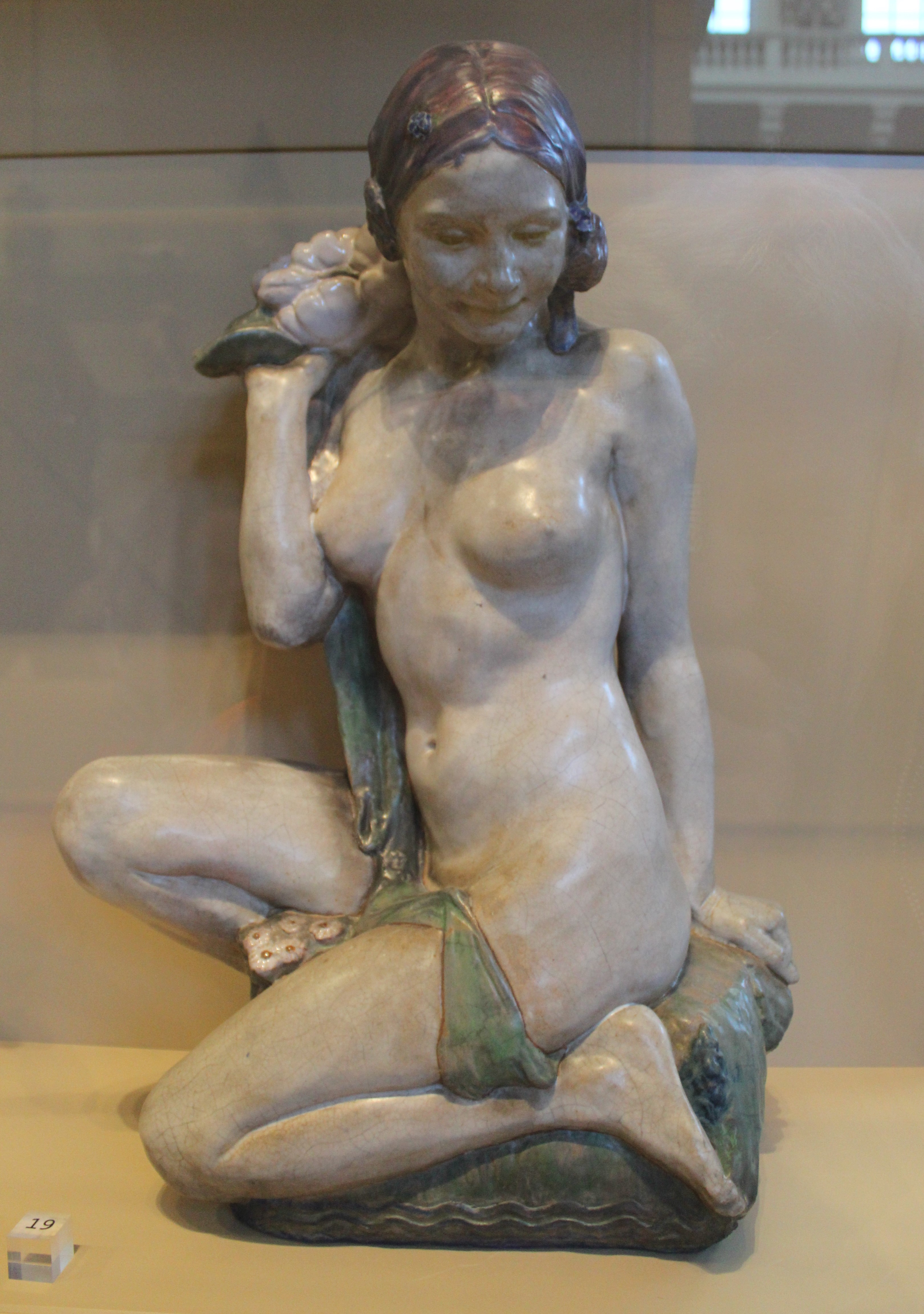
The Lilymaid von Gilbert Bayes, auch bekannt als The Spirit of the Stream, 1925 in Doulton Steingut. Ursprünglich als Springbrunnen konzipiert, fließt das Wasser durch die Schale, die die Figur in der Hand hält. Bayes hatte eine Version dieses Werkes in seinem eigenen Garten. Victoria and Albert Museum, London.

Gilbert William Bayes (* 4. April 1872 in St. Pancras, London; † 10. Juli 1953 in London) war ein britischer Bildhauer, der für seine Beiträge zur New Sculpture-Bewegung sowie für seine dekorativen Skulpturen und Bauplastiken bekannt ist.

## Leben
Gilbert Bayes wurde als Sohn des Künstlers Alfred Walter Bayes geboren. Er interessierte sich schon früh für die Bildhauerei und stellte bereits im Alter von 17 Jahren zwei Wachsmodelle in der Royal Academy aus. Er studierte an der City and Guilds School in Finsbury und an den Royal Academy Schools, wo er mehrere Auszeichnungen erhielt, darunter die Goldmedaille und ein Reisestipendium, das ihm Studien in Frankreich und Italien ermöglichte. 1906 heiratete er die Bildhauerin Gertrude Smith, mit der er zwei Kinder hatte. Von 1931 bis zu seinem Tod lebte er in der Greville Place 4 in St. John’s Wood, London, wo heute eine blaue Gedenktafel an ihn erinnert. Gilbert Bayes war auch in verschiedenen künstlerischen Organisationen aktiv: Er war Präsident der Royal Society of British Sculptors (1939–1944), Mitglied der Art Workers' Guild seit 1896 und deren Meister von 1925 bis 1926.

## Werk

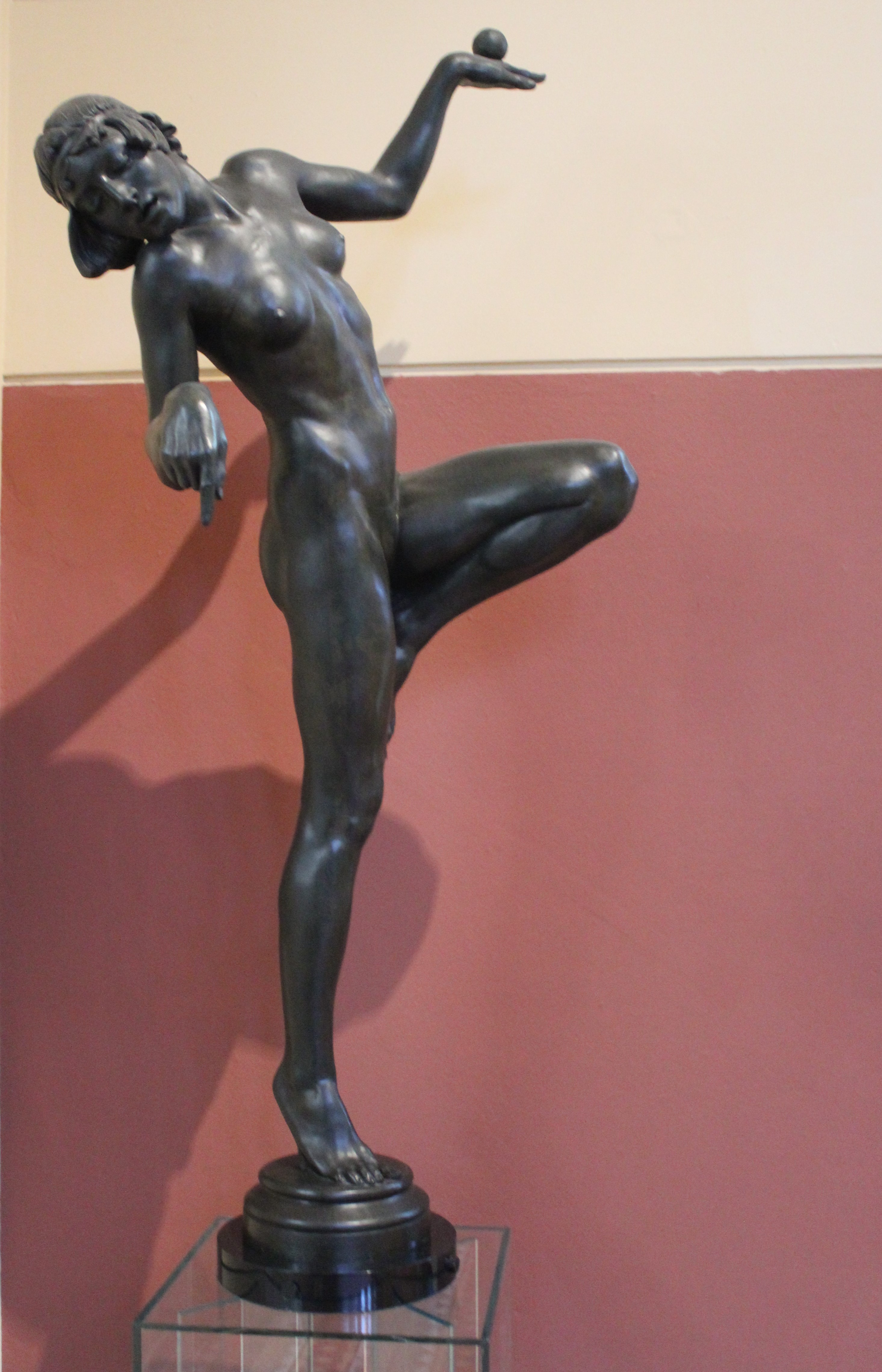
The Frog Princess von Gilbert Bayes, in der Gilbert Bayes Gallery des Victoria and Albert Museum in London. 1929 wurde die Figur für einen Garten in Kalifornien modelliert und 1938 in Bronze gegossen.

Gilbert Bayes war ein vielseitiger Künstler, der mit verschiedenen Materialien wie Bronze, Stein, Keramik und Email arbeitete. Er war stark von der Arts-and-Crafts-Bewegung beeinflusst und wollte die Kunst einem breiten Publikum zugänglich machen. Charakteristisch für seine Werke ist die Kombination von Farbe und Form, oft mit dekorativen Elementen und mythologischen oder allegorischen Themen. Zu seinen bekanntesten Werken gehören:
- The Queen of Time (1928), eine monumentale Uhr aus Bronze und Emaille an der Fassade des Kaufhauses Selfridges in London.
- Die Reiterstatuen The Offerings of Peace und The Offerings of War (1923), die den Eingang der Art Gallery of New South Wales in Sydney flankieren.
- Der Keramikfries Drama Through the Ages (1931) für das Saville Theatre in London.
- Der Fries Pottery through the Ages (1939) für das Royal Doulton House, heute im Victoria and Albert Museum ausgestellt.
- Zahlreiche Kriegsdenkmäler, darunter das National War Memorial in St. John’s, Neufundland (1924) und das Todmorden War Memorial in West Yorkshire (1921).